# Silver Blaze
Silver Blaze é um conto policial de Sir Arthur Conan Doyle, protagonizado por Sherlock Holmes e Dr. Watson. Foi publicada pela primeira vez na Strand Magazine em dezembro de 1892 com 9 ilustrações de Sidney Paget. Doyle considerava "Silver Blaze" uma de suas histórias de Sherlock Holmes favoritas.

## Enredo
Sherlock Holmes é chamado para ir a Dartmoor, no haras de treinamento King's Pyland, para solucionar um caso singular, o desaparecimento do campeão de hipismo, o Silver Blaze (Chama Prateada), e não bastando isso, Holmes tem ainda de solucionar o assassinato do treinador do cavalo. O dono do cavalo é o Coronel Ross, que conta com o Silver Blaze para competir na Taça Wessex. O suspeito do crime é Fitzroy Simpson, morador das redondezas, "um homem bem-nascido e educado, que esbanjou a fortuna no turfe e agora se sustenta fazendo algum trabalho discreto e distinto de corretagem de apostas nos clubes esportivos de Londres". Mas Sherlock Holmes, com seu aguçado poder de percepção, enxerga detalhes que passam despercebidos aos demais, como o "estranho incidente do cachorro durante a noite", e soluciona o crime de forma surpreendente. O incidente do cachorro, um exemplo do que em epistemologia se denomina evidência de ausência, aparece num diálogo entre o inspetor Gregory e Sherlock Holmes:

— Considera o fato importante? — perguntou.

— Extremamente.
— Há algum ponto para o qual desejaria chamar a minha atenção?
— Para o estranho incidente do cachorro durante a noite.
— O cachorro não fez nada durante a noite.

— É esse o estranho incidente — observou Sherlock Holmes.